# 安塔戈尔达
安塔戈尔达是巴西南大河州的一个市镇。总面积242.963平方公里，总人口6160人，人口密度25.4人/平方公里。